# Paris International Fantastic Film Festival
 (juillet 2022).
Si vous disposez d'ouvrages ou d'articles de référence ou si vous connaissez des sites web de qualité traitant du thème abordé ici, merci de compléter l'article en donnant les références utiles à sa vérifiabilité et en les liant à la section « Notes et références ».
Le Paris International Fantastic Film Festival ou PIFFF dont la première édition date de 2011, est animée conjointement par l'association Paris Ciné Fantastique. Il se déroule chaque année au mois de décembre.
Le festival est consacré au cinéma de genre fantastique sous toutes ses formes et rassemble une sélection internationale de films et de courts-métrages.

## Historique
L'absence de festival consacré au fantastique sur Paris depuis l’arrêt du Festival international de Paris du film fantastique et de science-fiction en 1989 est à l'origine de la création du PIFFF.
En juin 2011, l'association Paris Ciné Fantastique est créée pour promouvoir le cinéma fantastique et plus globalement les activités de création et de formation qui s'y rattachent.
Le cinéma Gaumont-Opéra a accueilli les quatre premières éditions du PIFFF ainsi que les PIFFF Nights, séances de nuit thématiques sur le cinéma fantastique. La cinquième édition s'est déroulée au Grand Rex, et depuis la sixième édition, le PIFFF se déroule au Max Linder Panorama.

### Première édition - PIFFF 2011
Du 23 au 27 novembre 2011, le festival proposa une compétition internationale de longs et de courts métrages, diffusés pour la plupart en première française, ainsi qu'une compétition de courts métrages français. Au total ce sont 35 films qui ont été projetés durant cinq jours.
Le Jury de la compétition internationale était composé de : Lucile Hadzihalilovic, Roger Avary, Christophe Gans et Jaume Balagueró
Le Jury de la compétition de courts métrages français était composé de : Hélène Saint-Riquier, Antoine Charreyron, Stéphane Chaput, Juan Carlos Medina, Sébastien Bacchini et Jean-Christophe Spadaccini.
Des films très attendus comme Malveillance de Jaume Balagueró, The Ward : L'Hôpital de la terreur de John Carpenter, 4 h 44 Dernier jour sur Terre d'Abel Ferrara ou Detention de Joseph Kahn ont été découverts dans ce festival.
Le bilan de cette première édition est de 4 600 spectateurs durant les cinq jours du festival.

### Deuxième édition - PIFFF 2012
À la suite du succès du premier PIFFF, une seconde édition fut annoncée pour 2012, la durée du festival passe de 5 à 10 jours du 16 au 25 novembre 2012, toujours au Gaumont-Opéra.
Le Jury de la compétition internationale était composé de : Pascal Laugier, Nicolas Boukhrief, Xavier Gens, Laurent Courtiaud et Julien Carbon
Le Jury de la compétition de courts métrages français était composé de : Anaïs Bertrand, Eddy Brière, Rodolphe Chabrier et Abel Ferry
Au total, ce sont 51 films qui ont été présentés, pour la plupart en première française et en présence de leur réalisateur.
Cette seconde édition attire elle 9 000 spectateurs sur la dizaine de jours du festival.

### Troisième édition - PIFFF 2013
Retour à une durée de cinq jours pour la troisième édition du 19 au 24 novembre 2013, au Gaumont-Opéra.
À partir de cette édition, il n'y a plus de jury pour la compétition internationale ; c'est le public qui vote pour le film gagnant l'oeil d'or.
Le Jury de la compétition de courts métrages français était composé de : Céline Tran, Rob, Antoine Blossier, Bastien Vivès, Kook Ewo.
21 films sont présentés, pour la plupart en première française et en présence de leur réalisateur, notamment Álex de La Iglesia pour Les Sorcières de Zugarramurdi.

### Quatrième édition - PIFFF 2014
La quatrième édition se déroule du 18 au 23 novembre 2014, au Gaumont-Opéra.
Le Jury de la compétition de courts métrages français était composé de : Willie Cortes, Alex Cortes, Annick Mahnert, Jérémie Périn et Sébastien Prangère.
22 films sont présentés, pour la plupart en première française et en présence de leur réalisateur.

### Cinquième édition - PIFFF 2015
Pour sa cinquième édition, le PIFFF se déroule du 17 au 22 novembre 2015 au Grand Rex.
Le jury de la compétition de courts métrages français était composé de : Joyce A. Nashawati (réalisatrice et scénariste), Fleur & Manu (réalisateurs), Run (auteur et illustrateur) et Seth Gueko (musicien).
Cette cinquième édition a attiré 8 800 spectateurs.

### Sixième édition - PIFFF 2016
La sixième édition du PIFFF se déroule du 6 au 11 décembre 2016 au Max Linder Panorama.
Le Jury de la compétition de courts métrages français était composé de : Olivier Afonso (responsable effets spéciaux, réalisateur), Stéphane Debac (acteur), Xavier Jamaux (musicien), Tom Kan (graphiste, directeur artistique), Michel Koch (directeur artistique, concept artist).
Dario Argento était présent pour présenter la version restaurée d'Opéra et Richard Stanley présentait Hardware.
Pour la première année, le PIFFF est partenaire du Grand Prix Climax qui a pour objectif de valoriser et de faire émerger les scénaristes et scénarios de genre. Le jury est composé de Marc Caro, Marina de Van, Pascal Sid, Noémie Devide, Jérome Vidal et Manuel Chiche.

### Septième édition - PIFFF 2017
La septième édition du PIFFF se déroule du 5 au 10 décembre 2017 au Max Linder Panorama.
Le jury de la compétition de courts métrages français était composé de : François Descraques, Eric Gandois, Quarxx, Joan Sfar et Rebecca Zlotowski.
Pour le Grand Prix Climax, le jury est composé de Carlo de Boutiny, Alexandre Bustillo, François Cognard, Guillaume Lemans, Julien Maury, Benjamin Rocher et Raphaël Rocher.
Toute l'équipe du film Mutafukaz est présente pour sa projection en avant-première. Joseph Khan est également présent pour présenter son film Bodied et René Manzor présente le culte 3615 code Père Noël.

### Huitième édition - PIFFF 2018
La huitième édition du PIFFF se déroule du 4 au 9 décembre 2018 au Max Linder Panorama.

### Neuvième édition - PIFFF 2019
La neuvième édition du PIFFF se déroule du 11 au 17 décembre 2019 au Max Linder Panorama.
Le jury de la compétition de courts métrages français était composé de : Lilith Bekmezian, Jérémy Clapin, Noëmie Devide, Mounia Meddour et Alex Pilot.
Pour le Grand Prix Climax, le jury est composé d'une partie de l'équipe du film Girls With Balls : Olivier Afonso (Réalisateur), Louise Blachère (comédienne), Jean-Luc Cano (Scénariste), Amélie Grossier (Chef maquilleuse) et Nicolas Herlin (maquilleur fx, animatronicien).

### Dixième édition - PIFFF 2020
La dixième édition du PIFFF se déroule du 16 au 22 décembre 2020 au Max Linder Panorama.

### Onzième édition - PIFFF 2021
La onzième édition du PIFFF se déroule du 1er au 7 décembre 2021 au Max Linder Panorama.

### Douzième édition - PIFFF 2022
La douzième édition du PIFFF se déroule du 6 au 12 décembre 2022 au Max Linder Panorama.

### Treizième édition - PIFFF 2023
La douzième édition du PIFFF se déroule du 6 au 12 décembre 2023 au Max Linder Panorama.

## Palmarès

### 2019
Longs métrages
- Œil d'or du meilleur film de la compétition internationale : Why don't you just die! de Kirill Sokolov (Russie)
- Prix des lecteurs Mad Movies : I see you d'Adam Randall (États-Unis)
- Prix Ciné+ Frisson du meilleur film : Why don't you just die! de Kirill Sokolov (Russie)

Courts métrages
- Prix du Jury du meilleur court métrage français : Dibbuk de Dayan D. Oualid
- Œil d'or (Prix du Public) du court métrage français : Boustifaille de Pierre Mazingarbe
- Œil d'or (Prix du Public) du court métrage international : My Little Goat de Tomoki Misato (Japon)
- Prix Ciné+ Frisson du meilleur court métrage : Boustifaille de Pierre Mazingarbe

### 2018
Longs métrages
- Œil d'or du meilleur film de la compétition internationale : Freaks de Zach Lipovsky et Adam B. Stein (États-Unis)
- Prix des lecteurs Mad Movies : Freaks de Zach Lipovsky et Adam B. Stein (États-Unis)
- Prix Ciné+ Frisson du meilleur film : Freaks de Zach Lipovsky et Adam B. Stein (États-Unis)

Courts métrages
- Prix du Jury du meilleur court métrage français : Déguste de Stéphane Baz
- Œil d'or (Prix du Public) du court métrage français : Belle à croquer d'Axel Courtière
- Œil d'or (Prix du Public) du court métrage international : Baghead d'Alberto Corredor Marina (Royaume-Uni)
- Prix Ciné+ Frisson du meilleur court métrage : Belle à croquer d'Axel Courtière

### 2017
Longs métrages
- Œil d'or du meilleur film de la compétition internationale : Tigers Are Not Afraid d'Issa López (Mexique)
- Prix Ciné+ Frisson du meilleur film : Tigers Are Not Afraid d'Issa López (Mexique)

Courts métrages
- Prix du Jury du meilleur court métrage français : Scaramouche Scaramouche d'Arthur Môlard
- Mention du Jury des courts métrages français : Spooked de Spook&Gloom
- Œil d'or (Prix du Public) du court métrage français : Scaramouche Scaramouche d'Arthur Môlard
- Œil d'or (Prix du Public) du court métrage international : RIP d'Albert Pinto et Caye Casas (Espagne)
- Prix Ciné+ Frisson du meilleur court métrage : Spooked de Spook&Gloom

### 2016
Longs métrages
- Œil d'or du meilleur film de la compétition internationale : Grave de Julia Ducournau (France/Belgique)
- Prix Ciné+ Frisson du meilleur film : Grave de Julia Ducournau (France/Belgique)

Courts métrages
- Prix du Jury du meilleur court métrage français : Margaux de Joséphine Hopkins, Rémy Barbe et Joseph Bouquin
- Œil d'or (Prix du Public) du court métrage français : Popsy de Julien Homsy
- Œil d'or (Prix du Public) du court métrage international : Curve de Tim Egan (Australie)
- Prix Ciné+ Frisson du meilleur court métrage : Dénominateur commun de Quentin Lecocq

### 2015
Longs métrages
- Œil d'or du meilleur film de la compétition internationale : Don't Grow Up de Thierry Poiraud (France/Espagne)
- Prix Ciné+ Frisson du meilleur film : Évolution de Lucile Hadzihalilovic (France/Belgique)

Courts métrages
- Prix du Jury du meilleur court métrage français : Phantasms of the Living de Jean-Sébastien Bernard
- Œil d'or (Prix du Public) du court métrage français : Of Men and Mice de Gonzague Legout
- Œil d'or (Prix du Public) du court métrage international : L'Ours noir de Méryl Fortunat-Rossi et Xavier Seron (France/Belgique)
- Mention spéciale décernée par le Jury des courts métrages français : L'Appel d'Alban Ravassard
- Prix Ciné+ Frisson du meilleur court métrage : Juliet de Marc-Henri Boulier (France)

### 2014
Longs métrages
- Œil d'or du meilleur film de la compétition internationale : Spring de Justin Benson et Aaron Moorhead (États-Unis)
- Prix Ciné+ Frisson du meilleur film : Alleluia de Fabrice Du Welz (France/Belgique)

Courts métrages
- Prix du Jury du meilleur court métrage français : Puzzle de Rémy Rondeau
- Œil d'or (Prix du Public) du court métrage français : Puzzle de Rémy Rondeau
- Œil d'or (Prix du Public) du court métrage international : The Boy with a Camera for a Face de Spencer Brown (Royaume-Uni)
- Mention spéciale décernée par le Jury des courts métrages français : Shadow de Lorenzo Recio
- Prix Ciné+ Frisson du meilleur court métrage : Shadow de Lorenzo Recio (France)

### 2013
Longs métrages
- Œil d'or du meilleur film de la compétition internationale : Cheap Thrills d'E.L. Katz (États-Unis)
- Prix Ciné+ Frisson du meilleur film : L'Étrange Couleur des larmes de ton corps d'Hélène Cattet et Bruno Forzani (France/Belgique)

Courts métrages
- Prix du Jury du meilleur court métrage français : Jiminy d'Arthur Môlard
- Œil d'or (Prix du Public) du court métrage français : Jiminy d'Arthur Môlard
- Œil d'or (Prix du Public) du court métrage international : The Man Who Could Not Dream de Kasimir Burgess et James Armstrong (Australie)
- Prix Ciné+ Frisson du meilleur court métrage : Jiminy d'Arthur Môlard (France)

### 2012
Longs métrages
- Œil d'or du meilleur film décerné par le Jury de la compétition internationale : El cuerpo d'Oriol Paulo (Espagne)
- Mention spéciale décernée par le Jury de la compétition internationale : The Cleaner d'Adrian Saba (Pérou)
- Œil d'or du meilleur film décerné par le public : Citadel de Ciarán Foy (Irlande)
- Prix Ciné+ Frisson du meilleur film : El cuerpo d'Oriol Paulo (Espagne)

Courts métrages
- Œil d'or du meilleur film décerné par le Jury de la compétition internationale : Exit de Daniel Zimbler (Angleterre)
- Œil d'or du meilleur film (international) par le public : Record/Play de Jesse Atlas (Angleterre)

- Œil d'or du meilleur film décerné par le Jury des court métrage français : Nostalgic Z de Karl Bouteiller
- Œil d'or du meilleur film (français) par le public : Nostalgic Z de Karl Bouteiller
- Prix Ciné+ Frisson du meilleur film : Nostalgic Z de Karl Bouteiller (France)

### 2011
Longs métrages
- Œil d'or du meilleur film décerné par le Jury de la compétition internationale : Bellflower d'Evan Glodell (États-Unis)
- Œil d'or du meilleur film décerné par le public : Masks d'Andreas Marschall (Allemagne)
- Prix Ciné+ Frisson du meilleur film : Masks d'Andreas Marschall (Allemagne)

Courts métrages
- Œil d'or du meilleur film décerné par le Jury de la compétition internationale : Hope de Pedro Pires (Canada) et A Function de Hyun-soo Lee (Corée du Sud)
- Œil d'or du meilleur film décerné par le Jury des courts métrages français : Jusqu'au cou de Morgan S. Dalibert
- Mention spéciale décernée par le Jury des courts métrages français : Peter de Nicolas Duval
- Prix Ciné+ Frisson du meilleur film : Jusqu'au cou de Morgan S. Dalibert (France)

## PIFFFcast
En juin 2015, afin d'assurer la visibilité du festival pendant toute l'année, l'équipe décide de lancer son propre podcast nommé le PIFFFcast. D'abord centré sur les thématiques des nuits du PIFFF, le format traite plus généralement du cinéma de genre et reçoit régulièrement des invités.
Depuis janvier 2018 à août 2021, il est mis en ligne de manière régulière, un mercredi sur deux. Le podcast régulier s'arrête en 2021 après 111 épisodes.
Le 26 novembre 2022 un épisode spécial est publié pour présenter la programmation de la douzième édition du festival.